# رستم عنایتوف
رستم عنایتوف (روسی: Рустам Расулович Иноятов؛ زادهٔ ۲۲ ژوئن ۱۹۴۴) یک مقام سابق دولت ازبکستان و همچنین یک سرهنگ است. او از سال ۱۹۹۵ تا زمان برکناری اش در ژانویه ۲۰۱۸، رئیس سرویس امنیت ملی ازبکستان (SNB) بود. گفته می‌شود که او بخشی از طایفه تاشکند، یک جناح قدرتمند         د درون نخبگان ازبکستان بوده‌است.است.